# Super Taranta!
Super Taranta! è il sesto album studio della band di origini ucraine Gogol Bordello, pubblicato nel luglio 2007 dalla SideOneDummy Records.

## Tracce
Testi di Eugene Hütz. Musica di Eugene Hütz/Gogol Bordello
1. Ultimate
2. Wonderlust King
3. Zina Marina
4. Supertheory of Supereverything
5. Harem in Tuscany (Taranta)
6. Dub the Frequencies of Love
7. My Strange Uncles from Abroad
8. Tribal Connection
9. Forces of Victory
10. Alcohol
11. Suddenly... (I Miss Caparty)
12. Your Country
13. American Wedding
14. Super Taranta

## Formazione
- Eugene Hütz - voce e chitarra
- Sergey Ryabtsev - violino
- Yuri Lemeshev - seconda voce
- Oren Kaplan - chitarra
- Thomas Gobena - basso
- Rea Mochiach - basso e percussioni
- Eliot Fergusen - batteria
- Pamela Jintana Racine - percussioni
- Elizabeth Sun - percussioni